# 犹太旅

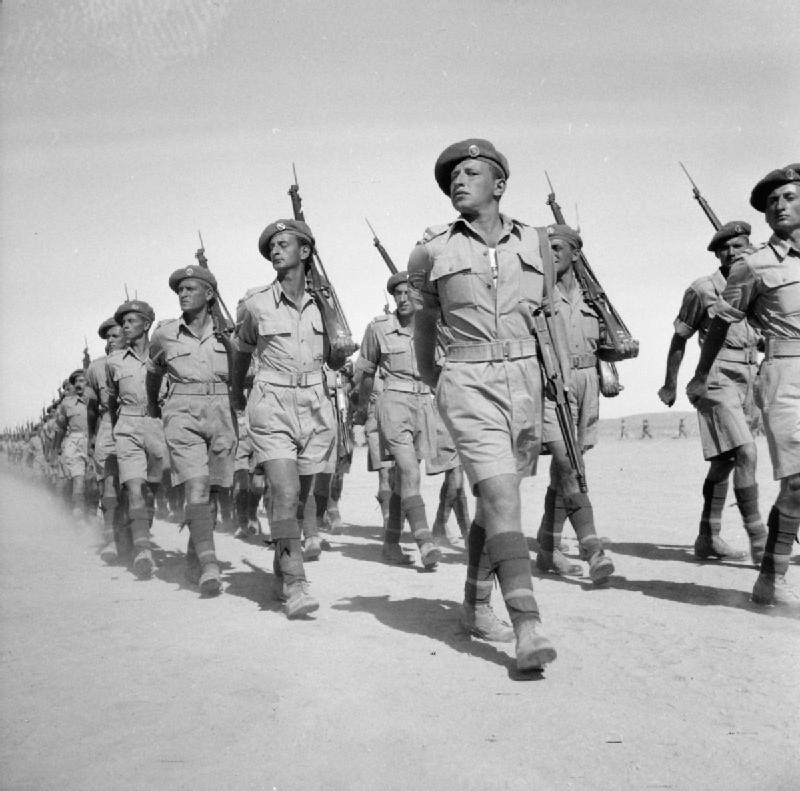
犹太旅

犹太旅是英國陸軍在第二次世界大战期间组建的一支部队。该部队组建于1944年末，兵员来自巴勒斯坦託管地的依舒夫，军官都是英國猶太人。该部队参加了義大利戰役的后期阶段，並于1946年解散。
战后，一些前犹太旅人员曾违反英方限制，帮助犹太大屠杀幸存者非法移居至巴勒斯坦托管地。其他前犹太旅人员则组建暗殺組織，刺杀了上百名德国、奥地利以及意大利战犯。至少有两场犹太前囚監被刺杀事件涉及前犹太旅成员。